# Municipio de Jefferson (condado de Daviess)
El municipio de Jefferson (en inglés: Jefferson Township) es un municipio ubicado en el condado de Daviess en el estado estadounidense de Misuri. En el año 2010 tenía una población de 506 habitantes y una densidad poblacional de 5,43 personas por km².

## Geografía
El municipio de Jefferson se encuentra ubicado en las coordenadas 39°55′25″N 94°8′39″O / 39.92361, -94.14417. Según la Oficina del Censo de los Estados Unidos, el municipio tiene una superficie total de 93.18 km², de la cual 92,47 km² corresponden a tierra firme y (0,76 %) 0,71 km² es agua.

## Demografía
Según el censo de 2010, había 506 personas residiendo en el municipio de Jefferson. La densidad de población era de 5,43 hab./km². De los 506 habitantes, el municipio de Jefferson estaba compuesto por el 98,62 % blancos, el 0,2 % eran isleños del Pacífico y el 1,19 % eran de una mezcla de razas. Del total de la población el 1,38 % eran hispanos o latinos de cualquier raza.